# Porco Rosso
Porco Rosso (紅の豚 Kurenai no buta?, lit: Cerdo carmesí) es una película de animación japonesa del Studio Ghibli, dirigida por Hayao Miyazaki en 1992. Es la quinta producción de Miyazaki con el Studio Ghibli y el séptimo largometraje realizado por el estudio.
La película relata la historia de un piloto italiano de la Primera Guerra Mundial que por una razón desconocida queda hechizado y transformado en un ser con apariencia de cerdo. Además, se ve cómo la profesión de piloto militar es sustituida por la de cazarrecompensas que le granjea rivalidades con los piratas en pleno mar Adriático. La película está basado un manga dibujado y escrito por el propio Hayao Miyazaki.

## Argumento
Es el período de entreguerras y el régimen fascista de Benito Mussolini gobierna dictatorialmente Italia. Marco Pagot es un experimentado piloto militar italiano que, después de ver a un compañero morir en batalla, se convierte en víctima de un extraño hechizo que le hace tener apariencia de cerdo. Debido a esto y a que pilota un hidroavión carmín toma el nombre de Porco Rosso, convirtiéndose en un reconocido cazarrecompensas. A Porco le encanta frustrar los intentos de pillaje de las bandas de piratas que atacan en la costa del mar Adriático. Los piratas, cansados del boicot de Porco, deciden contraatacar contratando a un aventurero estadounidense cuyo objetivo es vencer a Porco Rosso.

## Personajes principales
- Porco Rosso: su verdadero nombre es Marco Pagot, expiloto de la Marina Italiana durante la Primera Guerra Mundial. Su mote se debe a que pilota un hidroavión de color carmín (muy similar al SIAI S.21 de la compañía Savoia-Marchetti) y sufre una maldición que le ha convertido en una especie de  hombre-cerdo. Trabaja como cazarrecompensas contra los piratas aéreos.
- Gina: propietaria y cantante del hotel Adriano. Ha enviudado tres veces y todos sus maridos fueron pilotos. Está enamorada de Marco, aunque lo oculta.
- Piccolo: director del taller de mantenimiento de hidroaviones Piccolo, situado en Milán, junto al Naviglio Grande. Antes trabajaba con sus hijos pero como los alistaron en el ejército para la militarización de Italia, y para las futuras campañas de Etiopía, Libia, y España, ahora le ayudan las mujeres de la familia y vecinas.
- Fio Piccolo: chica de 17 años, inteligente y persuasiva. A su  edad es experta en mecánica y diseño de hidroaviones y se une a Porco para terminar de poner a punto su nuevo avión.
- Donald Curtis: mercenario y piloto estadounidense contratado por los piratas del aire para acabar con Porco, Su avión, al que llama “Serpiente de cascabel" es un Curtiss R3C-2 de la empresa estadounidense Curtiss Aeroplane & Motor Company y que participó en certámenes de la Schneider Cup. Su nombre es un homenaje a los aviones Curtiss Falcon.
- Los Mamma Aiuto: una banda de aviadores que ejercen la piratería en el Adriático y han tenido numerosos encontronazos con Porco.

## Producción
Porco Rosso fue planeada en un principio como una película corta de 50 minutos que se exhibiría en los vuelos de Japan Airlines, basada libremente en el manga de Miyazaki The Age of the Flying Boat ("La era de los hidroplanos"), pero la producción fue ensombrecida por la guerra en Yugoslavia, lo que acabó dándole a la película un tono más serio. Miyazaki decidió hacer del cortometraje un largometraje y estrenarlo en cines convencionales. La aerolínea, confiando en un posible éxito, decidió cambiar el contrato y ser uno de los productores de la cinta. Debido a esto, al inicio de la película aparecen unos créditos en forma de prólogo en varios idiomas (inglés, español, francés, japonés, alemán, árabe, chino, coreano, italiano, portugués y ruso).
Relacionado con la guerra en Croacia, Miyazaki quiso alternar los escenarios entre Italia y Rijeka, Croacia, donde tienen lugar las escenas de las islas del mar Adriático. Históricamente la película tiene lugar en 1929 y en secuencias de la película se puede ver que Porco luchó en la Primera Guerra Mundial contra la Luftfahrtruppen austrohúngara. Miyazaki ha declarado varias veces su fascinación hacia los cerdos[cita requerida]. En esta película tuvo la oportunidad de crear un protagonista cerdo y además de poner como ambientación otra de sus grandes fascinaciones, los aviones. El nombre del protagonista antes de convertirse en cerdo, Marco Pagot, es un homenaje a los hermanos Pagot, famosos dibujantes italianos, creadores de la serie Calimero y con los que Hayao Miyazaki colaboró en la producción de la serie Sherlock Holmes. 
Le temps des cerises, la canción que canta Gina en la primera mitad de la película, está asociada a  la Comuna de París y   posteriormente se convirtió en una canción popular francesa.

## Interpretación[citarequerida]
Debido a la guerra en las repúblicas de la antigua Yugoslavia, concretamente en Croacia, la película tuvo un tinte más serio y reivindicativo, teniendo sobre todo uno de los mensajes primarios del estudio, el pacifismo.
Al estar ambientada en el período de entreguerras, Miyazaki no evadió la situación política y social que se vivía en Europa. Así pues, los militares fascistas se pueden observar en la película gracias al uniforme que llevaban, ya que el objetivo de Miyazaki no era una crítica única hacia el fascismo, sino a los totalitarismos que se vivieron y se siguen viviendo a nivel internacional. Una producción futura a esta, El castillo ambulante, consigue reflejar mejor este mensaje.

## Voces
| Personaje                   | Seiyū | Doblaje castellano                                                     | Doblaje en español latino (1º) | Doblaje en español latino (2º) |
| --------------------------- | --- | ---------------------------------------------------------------------- | --- | --- |
| Porco Rosso / Marco Pagotto | Shūichiro Moriyama | José Luis Sansalvador                                                  | Carlos del Campo | Alan Miró |
| Fio Piccolo                 | Akemi Okamura | Núria Trifol                                                           | Mónica Estrada | Marisol Castro |
| Madame Gina                 | Tokiko Kato | Sílvia Vilarrasa                                                       | Rocío Prado | Magdalena Leonel |
| Donald Curtis               | Akio Ōtsuka | Juan Carlos Gustems                                                    | Adrián Fogarty | Héctor Rocha |
| Señor Piccolo               | Sanshi Katsura | Alberto Trifol                                                         | Salvador Delgado | Carlos Becerril |
| Líder de los Mammayuto      | Tsunehiko Kamijō | Miguel Ángel Jenner                                                    | Bardo Miranda | Carlos Díaz |
| Avia Piccolo                | Hiroko Seki | Carmen Contreras                                                       | Rocío Robledo | Love Santini |
| Piratas aéreos              | Reizō Nomoto, Osamu Saka y Yuu Shimaka | Manuel Lázaro, José Javier Serrano, Adrià Frías y Enric Serra Frediani | Daniel Abundis | Mario Hernández |
| Comandante Ferrarin         | Mahito Tsujimura | –                                                                      | Jorge Santos | Erik Osorio |
| Niña                        | Yūko Kobayashi | –                                                                      | Rossy Aguirre | Mildred Barrera |
| Voces adicionales           | Akimasa Ohmori, Akio Matsuoka, Atsuko Nakazawa, Ayumi Kida, Daisuke Inoue, Fumiko Taneda, Gekidan Wakakusa, Ginzō Matsuo, Hiroko Nakatsugawa, Hirotsugu Moriyama, Hirozumi Satoh, Katsuyo Endō, Kazunori Arai, Mahito Tsujimura, Maiko Satoh, Masayuki Inagaki, Minoru Yada, Nobuo Tanaka, Rie Morita, Shinnosuke Furumoto, Tatsuyuki Jinnai, Wakana Takahashi, Yōko Soumi, Yuri Satō, Yuu Shimaka y Yuzuru Fujimoto | José Javier Serrano                                                    | Luis Alfonso Padilla, Gustavo Carrillo, Jorge Ornelas, Daniel Abundis, Alfonso Mellado, Benjamín Rivera, Alejandro Villeli, Carlos Magaña, Eduardo Borja, Rocío Robledo y Tito Reséndiz | Erik Osorio, Mildred Barrera, Mario Hernández, Bernardo Rodríguez, Jorge Sánchez, Carlos Becerril, Adriana Rodríguez, Linda Herold y Love Santini |

| Información técnica (versión castellana) | Información técnica (versión castellana) |
| ---------------------------------------- | ---------------------------------------- |
| Estudio de doblaje                       | Q.T. Lever, S.A. (Barcelona)             |
| Dirección de doblaje                     | Alberto Trifol                           |
| Técnico de sala                          | Joan Vidal                               |

| Información técnica (versión en español latino) | Información técnica (versión en español latino) | Información técnica (versión en español latino) |
| Role                                            | Doblaje original                                | Redoblaje                                       |
| ----------------------------------------------- | ----------------------------------------------- | ----------------------------------------------- |
| Estudio de doblaje                              | Audiomaster 3000 (Ciudad de México)             | Elefante Films (México, D.F.)                   |
| Dirección de doblaje                            | Carlos Magaña                                   | Arturo Vélez                                    |

## Banda sonora
La banda sonora fue creada por Joe Hisaishi en Tokuma y publicada el 22 de julio de 1992.
| Orden | Título de la pista                             | Duración   |
| ----- | ---------------------------------------------- | ---------- |
| 01    | The Wind of Time (When a Human Can Be a Human) | 02:50 min. |
| 02    | Mammayuto                                      | 01:21 min. |
| 03    | Addio!                                         | 00:37 min. |
| 04    | The Bygone Days                                | 02:16 min. |
| 05    | A Sepia-Coloured Picture                       | 00:47 min. |
| 06    | Serbian March                                  | 01:03 min. |
| 07    | Flying Boatmen                                 | 02:36 min. |
| 08    | Doom (Cloud Trap)                              | 01:23 min. |
| 09    | Porco e Bella                                  | 01:06 min. |
| 10    | Fio's Seventeen                                | 02:04 min. |
| 11    | Piccolo's Women                                | 02:05 min. |
| 12    | Friend                                         | 03:04 min. |
| 13    | Partnership                                    | 02:28 min. |
| 14    | Madness (Flight)                               | 02:39 min. |
| 15    | To the Adriatic Sea                            | 01:50 min. |
| 16    | In Search of the Distant Era                   | 02:18 min. |
| 17    | Love at First Sight in the Wildness            | 01:11 min. |
| 18    | At the End of Summer                           | 01:26 min. |
| 19    | Lost Spirit                                    | 04:11 min. |
| 20    | Dog Fight                                      | 02:10 min. |
| 21    | Porco e Bella (Ending)                         | 02:35 min. |
| 22    | Les temps des cérises                          | 02:52 min. |
| 23    | Toki ni wa mukashi no hanashi wo               | 03:56 min. |

- Les temps des cérises y Toki ni wa mukashi no hanashi wo (Hablar de vez en cuando de los viejos tiempos) son interpretadas por la compositora y cantante Tokiko Kato. Los arreglos de la última canción fueron obra de Yōko Kanno y Junichiro Ohkuchi.

## Recepción
Porco Rosso fue número uno de la taquilla japonesa en su primer fin de semana en cartelera. Además, consiguió ser el estreno más taquillero del año 1992 en Japón al recaudar 2 800 millones de yenes. Tal fue el éxito de la película, que la compañía japonesa de videojuegos SNK Playmore quiso que algunos personajes de la película hicieran breves apariciones en el último videojuego que sacó en aquella época, Metal Slug, en el cual hacen una breve aparición Porco Rosso y Fio Piccolo[cita requerida]. Al igual, el personaje de Porco Rosso hace breves apariciones en futuros proyectos del estudio como en Susurros del corazón, Pompoko y Puedo escuchar el mar.
La película ha tenido un gran reconocimiento internacional. En 1993 fue premiada con el premio Cristal al Mejor Largometraje en el Festival Internacional de Cine de Animación de Annecy, Francia, donde un año después otra película del estudio también ganaría el mismo premio, Pompoko. La película obtuvo el título de "Mejor Nota" en el sitio web estadounidense de críticas de cine RottenTomatoes.com, ya que con doce revisiones obtuvo un 100% de apoyo, siendo una de las pocas películas que obtuvo ese reconocimiento. Fue elegida por la revista británica Time Out como una de las mejores películas de animación de la historia, quedando en el puesto número 30.

## Distribución internacional
Debido a que el Studio Ghibli aun no contaba con una distribución internacional centralizada, la película no llegó a todos los territorios a la vez, sino que a algunos países no llegaría hasta décadas después de su estreno.

### Europa
- España fue el primer país occidental en estrenarla, en septiembre de 1994 doblada al español, Fue el primer estreno del Studio Ghibli en España y tuvo un éxito notable[¿quién?]. Cuando Aurum adquirió sus derechos de distribución quisieron reestrenar Porco Rosso en cines, pero al final optó por publicarla directamente en formato físico.
- En Francia la película fue estrenada en cines, doblada al francés en junio de 1995. Como en España, fue también un éxito[cita requerida] y   primera película del estudio en estrenarse en  Francia. En su doblaje se contó con el actor Jean Reno en el papel de Porco. Se reestrenó en cines en el año 2006, que sirvió de estreno debut en Bélgica y Suiza en diciembre de 2006 y febrero del 2007, respectivamente.
- En Alemania también fue estrenada en el 2006, mientras que en Finlandia y Suecia fue estrenada en formato físico en 2008, aunque en Finlandia se emitió antes en televisión en septiembre del 2005.
- En Italia se estrenaría en 2005.

### América
- En Estados Unidos se presentó en el Festival de Cine de Animación de Austin en 2003 y un año después se exhibiría en el Festival de Cine Infantil Internacional de Nueva York, aunque la película no salió en formato doméstico hasta el año 2005, dentro del catálogo de colección del Studio Ghibili. En el doblaje al inglés contó con la colaboración de actores como Michael Keaton, Cary Elwes y Brad Garrett.
- En Canadá salió en DVD en el mismo año.
- En Iberoamérica la película no fue distribuida en formato doméstico hasta en octubre de 2010, aunque años antes había sido exhibida en el canal de pago HBO.

## Secuela
En una entrevista con la revista Cut durante la promoción de la película Gake no ue no Ponyo, Miyazaki comentó que quizás le gustaría crear una continuación del manga de Porco Rosso, ya que le gustaría que en sus próximas películas hubiera un protagonista masculino en contraposición a la regla no escrita por la que el estudio pone como protagonista a un personaje femenino. En varias páginas web e incluso en diarios de prestigio como El País, de España, se afirmó que la secuela de Porco Rosso estaba en producción, que estaría ambientada durante la guerra civil española y que su título sería Porco Rosso: The Las t sortie (La última salida). Sin embargo, en la presentación de la siguiente película del estudio, Karigurashi no Arriety, en Roma, Miyazaki, que era uno de los guionistas del filme, desmintió que se estuviera produciendo ninguna secuela de Porco Rosso. Posteriormente, con la presentación oficial de la siguiente producción en proceso de Ghibli, La colina de las amapolas, el Studio Ghibli volvió a desmentir que The Last Sortie estuviera en sus proyectos a medio plazo.